# Agarista (Plantae)
Agarista, biljni rod iz porodice vrjesovki smješten u tribus Lyonieae, dio potporodice Vaccinioideae. Postoji tridesetak priznatih vrsta

## Vrste
1. Agarista albiflora (B. Fedtschenko & Basilevskaja) Judd
2. Agarista angustissima Taub.
3. Agarista boliviensis (Sleumer) W. S. Judd
4. Agarista bracamorensis (Kunth) G. Don
5. Agarista buxifolia (Lam.) G. Don
6. Agarista chapadensis (Kinoshita-Gouvêa) W. S. Judd
7. Agarista chlorantha (Chamisso) G. Don
8. Agarista coriifolia (Thunberg) J. D. Hook. ex Niedenzu
9. Agarista duartei (Sleumer) W. S. Judd
10. Agarista duckei (Huber) Judd
11. Agarista ericoides Taub.
12. Agarista eucalyptoides (Cham. & Schltdl.) G. Don
13. Agarista glaberrima (Sleumer) W. S. Judd
14. Agarista hispidula (A. P. de Candolle) J. D. Hooker ex Niedenzu
15. Agarista mexicana (Hemsley) W. S. Judd
16. Agarista minensis (Glaz. ex Sleumer) W. S. Judd
17. Agarista niederleinii (Sleumer) W. S. Judd
18. Agarista nummularia (Cham. & Schltdl.) G. Don
19. Agarista oleifolia (Chamisso) G. Don
20. Agarista organensis (Gardner) J. D. Hooker ex Niedenzu
21. Agarista paraguayensis (Sleumer) W. S. Judd
22. Agarista populifolia (Lam.) W. S. Judd
23. Agarista pulchella Chamisso ex G. Don
24. Agarista pulchra (Cham. & Schltdl.) G. Don
25. Agarista revoluta (Sprengel) J. D. Hooker ex Niedenzu
26. Agarista salicifolia (Lam.) G. Don
27. Agarista sleumeri W. S. Judd
28. Agarista subcordata (Dunal) W. S. Judd
29. Agarista subrotunda (Pohl) G. Don
30. Agarista uleana (Sleumer) W. S. Judd
31. Agarista villarrealana L. M. González V.
32. Agarista virgata W. S. Judd